# Графиня Марица (фильм, 1958)
«Графиня Марица» (нем. Gräfin Mariza) — немецкий цветной музыкальный кинофильм 1958 года режиссёра Рудольфа Шюндлера. Экранизация одноимённой оперетты Юлиуса Браннера и Альфреда Грюнвальда на музыку Имре Кальмана.

## Сюжет
Действие происходит в имении графини Марицы, к управлению которым приступил граф Михаил. Как раз в это время Марица сбегает в имение от назойливых ухажеров, предварительно сообщив, что выходит замуж за некоего Коломана Зупана.
В имении Марица, переодевшись в простое платье встречается на поле с Михаилом. Между ними возникает обоюдная симпатия, преградой в которой становится истинное лицо Марицы. К тому же в имение прибывает Коломан Зупан, который на самом деле существовал не только на афише оперетты «Цыганский барон».

## В ролях
- Рудольф Шок — Михаил
- Кристин Гёрнер — Марица
- Гюнтер Филипп — Зупан
- Рената Эверт — Лиза
- Курт Гросскуртх — Драгомир
- Люси Инглиш
- Элис Кесслер
- Эллен Кесслер
- Рауль Ретцер
- Дик Прайс
- Ганс Мосер

## Съёмочная группа
- Автор сценария: Жене Футч по оперетте Юлиуса Браннера и Альфреда Грюнвальда
- Режиссёр: Рудольф Шюндлер
- Оператор: Эрих Кюхлер
- Композитор: Имре Кальман
- Продюсер: Рудольф Вишер